# Synagoga Josela Urysona w Łodzi (ul. Cegielniana 56)
Synagoga Josela Urysona w Łodzi – prywatny dom modlitwy znajdujący się w Łodzi przy ulicy Cegielnianej 56.
Synagoga została zbudowana w około 1900 roku z inicjatywy Josela Urysona. Mogła ona pomieścić 40 osób. W 1913 roku synagoga została przeniesiono do nowego lokalu przy ulicy Zachodniej 66.